# Kanda (Tokio)

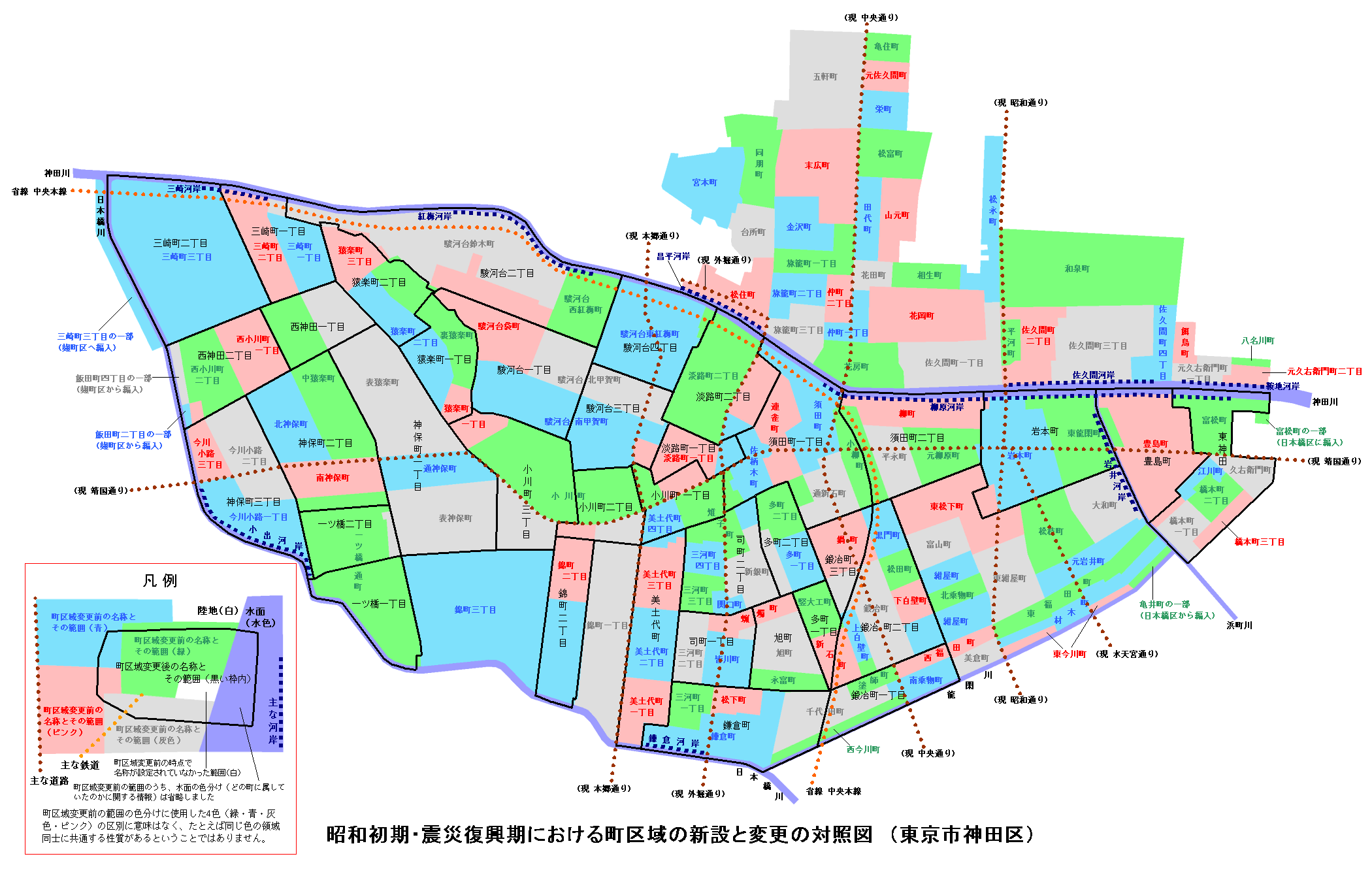
Karte des Stadtbezirks Kanda (1935)

Kanda (jap. 神田) ist ein Gebiet im Norden des Tōkyōter Stadtbezirkes Chiyoda. Zur Zeit der alten Stadt Tōkyō war es einer der Stadtbezirke (Ku) und trug dementsprechend die Bezeichnung Kanda-ku (神田区). Zur heutigen Untergliederung dieses Gebiets siehe Liste der Stadtteile des Tokioter Bezirks Chiyoda.

## Geschichte
- 1878: Der Ku Kanda wird eingerichtet.
- 1889: Die Stadt Tōkyō wird gegründet. Kanda wird einer der Stadtbezirke.
- 1943: Die alte Präfektur Tōkyō (東京府, Tōkyō-fu) und die Stadt Tōkyō werden zusammengelegt. Es entsteht die bis heute existente neue Präfektur Tokio (東京都, Tōkyō-to). Kanda bleibt einer der Stadtbezirke.
- 1947: Die Stadtbezirke Kanda und Kōjimachi werden zusammengelegt und bilden den heutigen Stadtbezirk Chiyoda. In der Bezeichnung der bisherigen Untergemeinden bleibt der Name Kanda jedoch als Präfix enthalten.

## Einrichtungen
- Yamanoue-Hotel
- Mansei-bashi (Brücke)
- Akademikervereinigung (in Kanda-Nishiki)
- Kanda-Bücherdorf (in Kanda-Jimbō)
- Akihabara-Elektronikmeile

### Religiöse Einrichtungen
- Kanda-Myōjin-Schrein
- Satake-Inari-Schrein
- Nikolai-Kathedrale
- katholische St.-Franz-Xaver-Kirche